# Johann Kärle
Johann Kärle, auch Kerle, (* 15. Jänner 1835 in Hinterhornbach in Tirol; † 30. April 1913 ebenda) war ein österreichischer Maler.

## Leben
Johann Kärle war von 1855 bis 1857 beim klassizistischen Maler Anton Köpfle in Weißenbach am Lech in der Lehre. Er besuchte die Gewerbeschule in München und studierte danach von 1859 bis 1861 an der Akademie der Bildenden Künste München. Ab 1861 war er in Tirol als Kirchenmaler hauptsächlich für Fresken tätig. Er hatte eine gute Technik und malte im Stil der späten Nazarener.

## Werke
Fresken

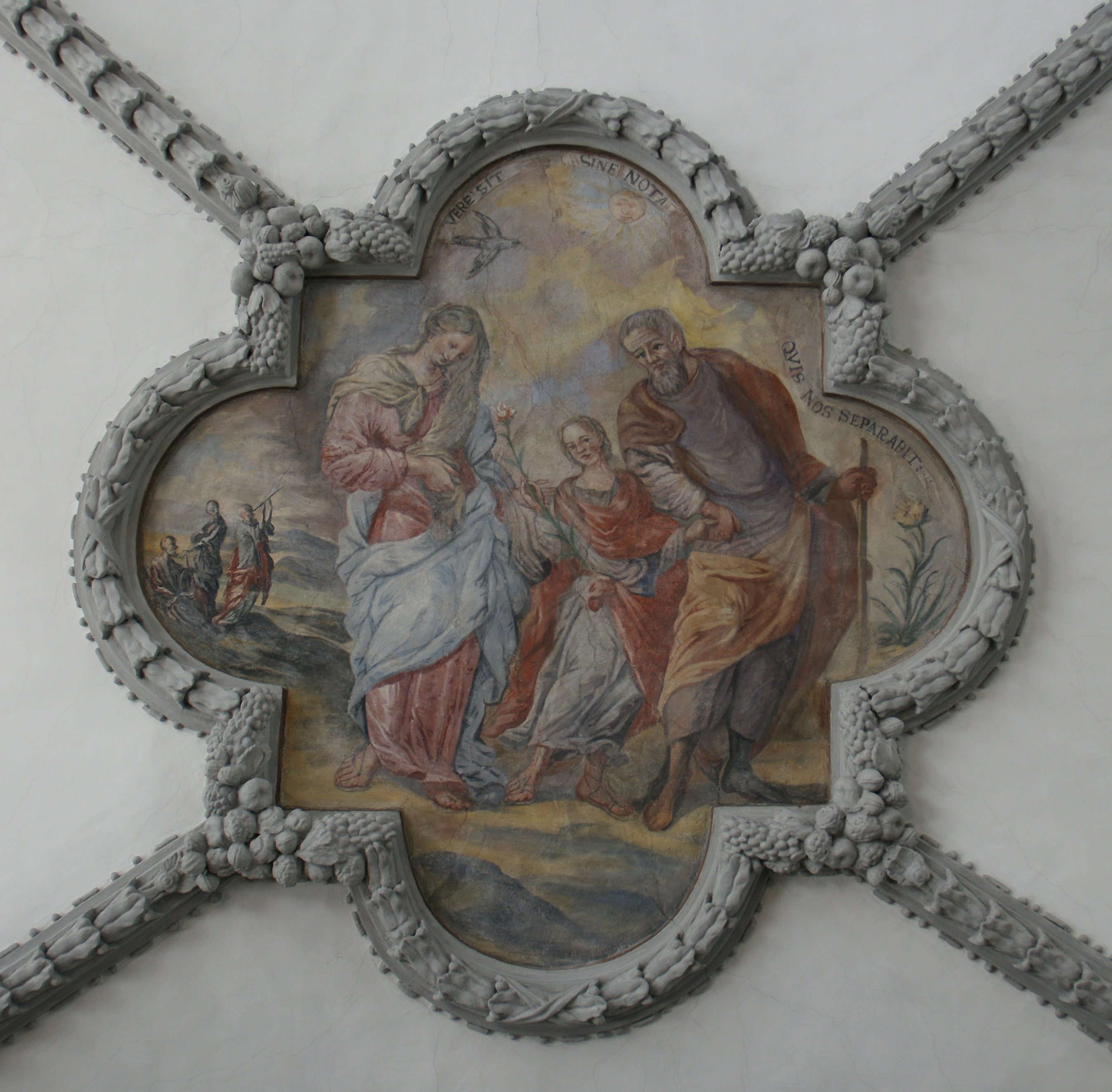
Deckenfresko in Vierpassfeld Heiliger Wandel in der Pfarrkirche Schlins (1889)

- um 1840/1845 (?) Pfarrkirche Weißenbach am Lech hl. Sebastian[1]
- 1863/1870 Pfarrkirche Mariä Himmelfahrt in Holzgau[1]
- 1865 Pfarrkirche Unsere Liebe Frau Mariä Reinigung in Bach als Übermalung der Fresken von Karl Selb aus 1792 nach einem Erdbeben (1865). Kärls Fresken wurden 1929 von Toni Kirchmayr übermalt[1]
- 1867/1870 mit seinem Bruder Stephan Kärle Pfarrkirche hl. Valentin in Nauders[1]
- 1872/1882 Pfarrkirche hl. Martin in Häselgehr[1]
- 1878/1880 Expositurkirche hl. Michael in Stanzach[1]
- 1879 Pfarrkirche Ladis[1]
- 1879 mit Stefan Kärle: Pfarrkirche Feichten
- 1882 Pfarrkirche hl. Jodok in Mittelberg[2]
- 1882 Pfarrkirche hll. Philippus und Jakobus in Schoppernau[2]
- 1882 Pfarrkirche hl. Laurentius in Sulzberg[2]
- 1885 Annakirche Hirschegg[2]
- 1889 Pfarrkirche Schlins[2]
- 1893/1894 mit Emmanuel Walch: Friedhofskirche hl. Michael am Liebfrauenberg in Rankweil[2]
- 1894/1895 mit Emmanuel Walch: Pfarrkirche hl. Georg in Satteins[2]
- 1895 Fresken und Malerei und imitierende Stuckmalerei in der Pfarrkirche Tannheim[1]
- 1902 Lünettenfresko an der Pfarrkirche Hll. Petrus und Paulus in Telfs[1]
- 1902/1904 mit Thomas Köhle Neue Pfarrkirche hl. Barbara in Fließ[1]
- 1904 Pfarrkirche hl. Jakobus der Ältere, in Berwang, die Fresken wurden 1946 vom Maler Joachim-Carl Friedrich übermalt[1]
- ohne Jahr Pfarrkirche Alberschwende[2]

Altarblätter
- 1868 Filialkirche Hl. Drei Könige in Pflach[1]
- 1870 Expositurkirche hl. Michael in Stanzach[1]
- 1872 Seitenaltarbilder in der Pfarrkirche Mariä Schmerzen in Imsterberg[1]
- 1877 Altarbild hl. Wendelin in der Kapelle hl. Wendelin auf der Schnepfegg in Schnepfau[2]
- 1877 Altarbild hl. Sebastian der Pfarrkirche hl. Johannes der Täufer in Fiss (in Verwahrung)[1]
- um 1905 Altarbild hl. Joseph in der Filialkirche Martinau

Kreuzwegstationen
- 1894 Kreuzwegstationen in der Pfarrkirche hl. Wolfgang in Schattwald[1]
- um 1905 Kreuzwegstationen in der Filialkirche Martinau